# Funky Feet
Funky Feet es un EP del grupo musical británico Family Fantastic, difundido a modo de sencillo en el año 2000, con 4 cortes de su álbum de estudio ...Nice!.

## Lista de canciones
1. «Funky Feet»
2. «Treat Yourself»
3. «Hey Nu Nu»
4. «Halfway to Heaven»